# Thomas Goll
Thomas Goll  (* 1963 in Würzburg) ist ein deutscher Politikwissenschaftler und Professor für integrative Fachdidaktik Sachunterricht und Sozialwissenschaften an der Universität Dortmund.
Nach dem Studium der Fächer Sozialkunde, Deutsch, Geschichte und Geographie an der Julius-Maximilians-Universität Würzburg war er bis 2000 im gymnasialen Schuldienst tätig, bevor er nach der Promotion in Politikwissenschaft als Fachdidaktiker an die Universität wechselte und 2007 zum Universitätsprofessor in Dortmund berufen wurde.
Seine Arbeitsschwerpunkte sind die Didaktik der Sozialwissenschaften (Schwerpunkt: Politikdidaktik) und des Sachunterrichts. Dort untersucht er u. a. Übergänge in der politischen Bildung, er analysiert soziale Netzwerke, betreibt empirische Lehr-Lern-Forschung und reflektiert die Bedeutung von Medien in der politischen Bildung sowie das Verhältnis von historisch-politischer Bildung und politischer Kultur. Für das Integrationsfach Gesellschaftslehre weist er auf die hohen Hürden in der Umsetzung hin.
Er war mehrfach Sprecher der Gesellschaft für Politikdidaktik und politische Jugend- und Erwachsenenbildung (GPJE) und ist es seit 2021 wieder. Er ist Vertrauensdozent der Konrad-Adenauer-Stiftung.
Er ist Mitglied der katholischen Studentenverbindungen KDStV Gothia Würzburg (seit 1983) und KDStV Angrivaria Dortmund im CV.

## Schriften
- Die Deutschen und Thomas Mann: die Rezeption des Dichters in Abhängigkeit von der politischen Kultur Deutschlands 1898–1955, Nomos 2000, ISBN 978-3-7890-6849-2 [=Diss. Würzburg 1999]
- Das Grundgesetz für die Bundesrepublik Deutschland: Verfassung und Verfassungsrecht als Gegenstand politischer Bildung (Schriften zur Didaktik der ... ... in Theorie und Unterrichtspraxis), Barbara Budrich 2020, ISBN 978-3847423935
- Mithrsg.: Politische Bildung von Anfang an? Kindertageseinrichtungen und Grundschulen als Orte politischer Bildung und demokratischen Lernens, Klinkhard 2021, ISBN 978-3781524668